# Upogebia osiridis
Upogebia osiridis is een tienpotigensoort uit de familie van de Upogebiidae. De wetenschappelijke naam van de soort is voor het eerst geldig gepubliceerd in 1904 door Nobili.